# Rotterdams tunnelbana

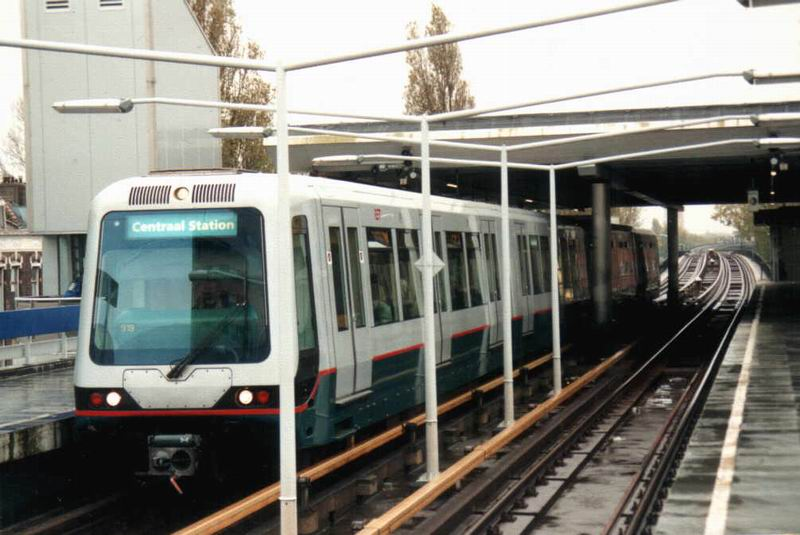
Ett tåg från Rotterdams metro.

Rotterdams tunnelbana, kallad metro, har fem linjer, betecknade A–E. Den öppnades 9 februari 1968. Strömförsörjningen sker främst med sidoskena, men även luftledning används på vissa sträckningar.
Linje A och B går från Schiedam Centrum i väster till Graskruid i nordöstra förorterna, där linje A går till Binnenhof i Ommoord och linje B till Nesselande. Linjen till det då nybyggda Nesselande öppnades i september 2005. De nordöstra delarna av dessa linjer har ett antal bevakade vägkorsningar, och kan därför betraktas som en stadsbana. Dessa delar har också luftledning i stället för det sidoskensystem som används på övriga tunnelbanan. Vagnarna klarar båda metoderna.
Linje C och D går från De Akkers i Spijkenisse i sydväst till Tussenwater. Där svänger linje C av norrut till Schiedam. Den går tillsammans med linje A och B till Capelsebrug, och fortsätter därefter till De Terp i Capelle aan den IJssel i öster. Linje D går i en båge österut från Tussenwater via Slinge till Rotterdams centrum, korsar linje A, B och C vid Beurs, och slutar vid centralstationen.
Linje E är en del av RandstadRail-projektet, och går från Rotterdams centralstation till Haags centralstation. En tunnel som kopplar ihop linje D och E invigdes 2010. Från 2011 planeras tåg på linje E att fortsätta över linje D:s spår till Slinge. 
Tidigare gick NS över banan Hofplein-Melanchtonweg men den sträckan är numera uppriven och ersatt med tunnelbanelinje E från Rotterdam C till Melanchtonweg ända fram till Haag. På sträckan Melanchtonweg - Den Haag C finns ingen strömskena utan luftledning.
Bokstavsbeteckningarna infördes 2009. Innan dess hette linje D Erasmuslijn efter Erasmus av Rotterdam, och före 1997 Noord–Zuidlijn. Linje A, B och C hette ursprungligen Oost-Westlijn, och döptes 1997 till Calandlijn efter Pieter Caland.